# Nikolaos Skoufas
Nikolaos Skoufas (in greco Νικόλαος Σκουφάς?; Kompoti, 1779 – Istanbul, 31 luglio 1818) è stato un rivoluzionario greco.
Fece parte della Massoneria e fu uno dei tre membri fondatori (insieme ad Athanásios Tsákalov e Emmanuel Xánthos) della Filikí Etería, la società segreta che promosse la diffusione della causa nazionale greca anti-ottomana.

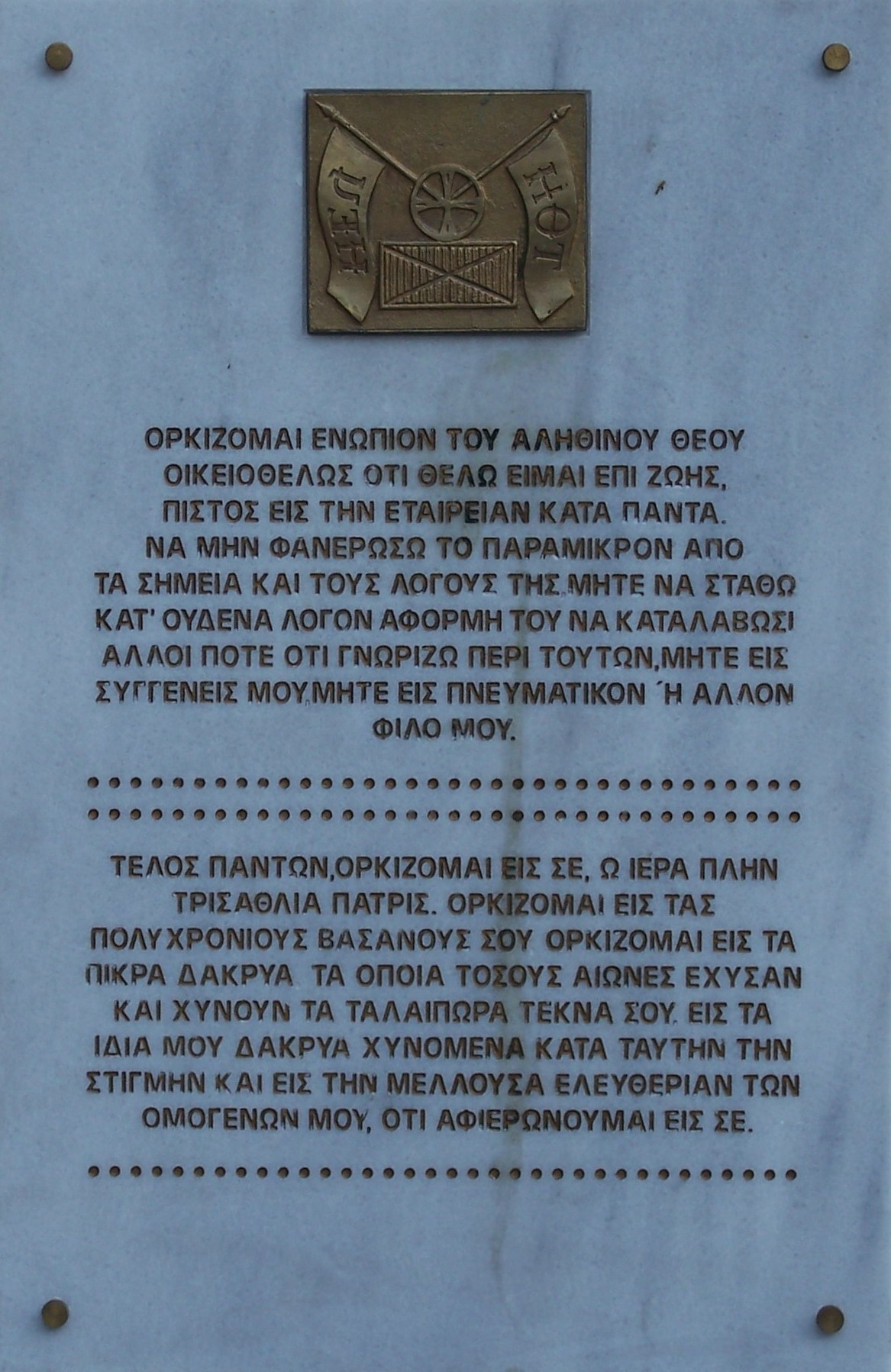
Il giuramento iniziatico dei membri della Filikí Etería.

## Biografia

### Origini
Nato a Kompoti, un piccolo villaggio vicino Arta nel 1779, Nikolaos Skoufas si guadagnò da vivere praticando i mestieri più disparati: speziale, fabbricante di cappelli, segretario commerciale. Fondamentale per la sua carriera di rivoluzionario fu il viaggio in Russia (a quel tempo Nikolaos era un mercante) durante il quale incontrò Athanásios Tsákalov e Emmanuel Xánthos. I tre uomini strinsero tra loro un sodalizio che si declinò nell'organizzazione di una società segreta che promuovesse la causa nazionale greca contro l'occupazione ottomana.

### LaFilikí Etería
La fondazione formale della società segreta ideata da Skoufas e compagni avvenne ad Odessa il 14 settembre 1814. Da quella data, Skoufas dedicò tutto sé stesso al patrocinio delle idee difese dalla confraternita, denominata Filikí Etería.
La prima mossa dei tre confratelli che avrebbero costituito il "Direttorio Invisibile" dell'associazione, fu avviare una campagna di reclutamento.

Mentre Xánthos si portava a Costantinopoli per raccogliervi proseliti, Skoufas e Tsákalov si trasferirono a Mosca. In ottobre vi reclutarono Georgios Sekéris, il cui fratello, Panayiotis, fu in seguito uno dei principali contributori della neonata Etería. Skoufas tornò allora ad Odessa, dove riuscì a iniziare quattro capitani greci dell'esercito russo, tra i quali il capace Anagnostarás, fu uno dei più efficaci reclutatori della società. Dopodiché, Nikolaos reclutò Nikólaos Galátis.

Nonostante tutti questi sforzi, la Filikí Etería faticava a decollare. Nel 1816 soli venti nuovi membri erano stati reclutati e, nel 1817, la cifra non raggiungeva ancora i quarantadue: qualche socio in Italia, uno a Vienna, ma nessuno nelle grandi città della diaspora mercantile greca: Londra, Parigi, Marsiglia o Amsterdam. In effetti, i fondatori non facevano realmente parte della classe mercantile più prospera. Non erano abbastanza ricchi da disporre della considerazione e della rete della diaspora. I primi reclutati poi, ricchi non lo erano per niente: furono definiti da Ioánnis Kapodístrias come «miserabili impiegati di commercio».
Nell'inverno 1817-1818, Skoufas, Tsákalov e Xánthos si riunirono a Costantinopoli per fare il punto della situazione.
 
Risolsero di razionalizzazione le attività della società. Il quartier generale dell'associazione venne stabilito proprio a Costantinopoli, la capitale di quell'impero ottomano che progettavano di abbattere, dato che lì la polizia politica era meno efficace che in Russia o nei Territori austro-ungarici. Le attività ed il reclutamento vennero concentrate nella sola Grecia (fondamentale fu a questo punto il ruolo giocato dai quattro capitani iniziati da Nikolaos ad Odessa: Anagnostarás fu inviato a Idra, Spetses nel Peloponneso, un secondo nel nord-est della Grecia e gli ultimi due nella penisola di Mani). Vennero create eforie nelle principali città europee e orientali, ciascuna delle quali disponeva di propri tesorieri (i più ricchi membri commercianti della città) ed era in collegamento con il quartier generale di Costantinopoli che si faceva carico di dirigerle e coordinarle. Giannina, Bucarest, Trieste, Iași, Mosca, Pest diventeranno sedi di eforie, tanto come Smirne, Chio, Samo, Calamata o Missolonghi. Fondamentale fu poi l'ingresso nel Direttorio Invisibile della società del ricco Panayiotis Sekéris.

In luglio, Skoufas diede istruzioni ai membri dell'Etería d'intensificare il reclutamento di tutte le donne che, per la loro vicinanza alle istituzioni del potere, avrebbero potuto essere utili alla causa. Per parte sua, diede l'esempio reclutando Kyra Vassiliki, la favorita del potente Alì Pascià di Tepeleni, signore di Giannina.

Poche settimane dopo (31 luglio), Nikolaos Skoufas perì per un'improvvisa malattia